# Waterbury (Vermont, statisztikai település)
Waterbury statisztikai település az Amerikai Egyesült Államok Vermont államában, Washington megyében. Lakosainak száma 1897 fő (2020. április 1.).

## Népesség
A település népességének változása:

| 2010 | 1 763 |
| 2020 | 1 897 |